# Petr Janečka
Petr Janečka (Gottwaldov, 25 de novembro de 1957) é um ex-futebolista profissional checo que atuava como atacante.

## Carreira
Petr Janečka fez parte do elenco da Seleção Checoslovaca de Futebol, da Copa de 1982.